# Politické strany ve Slovinsku
Ve Slovinsku existuje vícestranický systém. Jeho vývoj je rozdělován do čtyř fází. V současné fázi po roce 1992 nezískala žádná politická strana nadpoloviční většinu mandátů ve Státním shromáždění, a tak je nutné, aby se na koaliční vládě podílelo více stran. Pro devadesátá léta bylo navíc typické vytváření odlišných vládních a parlamentních koalic, když ve vládě seděli ministři za jiné politické subjekty než ty, které ve Státním shromáždění schvalovaly klíčové zákony.

## Vývoj slovinského stranického systému
Odborná literatura v případě vývoje slovinského stranického systému hovoří o několika fázích (do 1945, do 1986, do 1991, od 1992). První fáze vývoje slovinského stranického systému v období od devadesátých let devatenáctého století do čtyřicátých let dvacátého století byla ve znamení rozvoje občanské společnosti a vytváření prvních politických stran. V důsledku politického vývoje byla na sklonku tohoto období faktická legální politická činnost znemožněna. Od konce druhé světové války až do roku 1986 existovala jedna politická strana – Svaz komunistů Slovinska, organizačně začleněná do Svazu komunistů Jugoslávie. Vedle strany existovala soustava společensko-politických organizací. V letech 1986 až 1991 došlo k přechodu k pluralitnímu stranickému systému. Od roku 1992 funguje současný stranický systém. Relevantní politické strany současné politické scény jsou zejména Sociální demokraté (Socialni demokrati – SD), Slovinská demokratická strana (Slovenska demokratska stranka – SDS), ZARES – Nová politika (Zares – Nova politika), Demokratická strana důchodců Slovinska (Demokratična stranka upokojencev Slovenije – DeSUS), Slovinská národní strana (Slovenska nacionalna stranka – SNS), Slovinská lidová strana (Slovenska ljudska stranka – SLS) a Liberální demokracie Slovinska (Liberalna demokracija Slovenije – LDS).

## Strany ve Státním shromáždění
Složení Státního shromáždění ve volebním období 2011–2014, které vzešlo z parlamentních voleb konaných 4. prosince 2011. Volební účast byla 64,69 %.
| Politický subjekt                            | Počet hlasů | Procenta | Mandáty |
| -------------------------------------------- | ----------- | -------- | ------- |
| Lista Zorana Jankovića – Pozitivna Slovenija | 311 640     | 28,55 %  | 28      |
| Slovenska demokratska stranka                | 286 253     | 26,22 %  | 26      |
| Socialni demokrati                           | 114 690     | 10,51 %  | 10      |
| Državljanska lista Gregorja Viranta          | 91 809      | 8,41 %   | 8       |
| Demokratična stranka upokojencev Slovenije   | 76 147      | 6,98 %   | 6       |
| Slovenska ljudska stranka                    | 75 090      | 6,88 %   | 6       |
| Nova Slovenija - Krščanska ljudska stranka   | 52 494      | 4,81 %   | 4       |

## Politické strany

### Parlamentní
- Demokratična stranka upokojencev (DeSUS)
- Nova Slovenija (N.Si.)
- Slovenska demokratska stranka (SDS)
- Socialni demokrati
- Stranka Mira Cerarja (SMC)
- Zavezništvo Alenke Bratušek (ZaAB)
- Združena levica

### Mimoparlamentní
| - Demokratska stranka Slovenije - Državljanska lista Gregorja Viranta - Glas žensk Slovenije - Krščansko demokratska stranka - Liberalna demokracija Slovenije | - Lipa - Lista za čisto pitno vodo - Lista za pravičnost in razvoj - Naprej Slovenija - Pozitivna Slovenija | - Slovenija je naša - Slovenska ljudska stranka - Slovenska nacionalna stranka - Stranka Akacije - Stranka ekoloških gibanj | - Stranka mladih - Zeleni Evrope - Stranka slovenskega naroda - Zares - Zelena koalicija - Zeleni Slovenije |

### Zaniklé
- DEMOS
- Slovenska demokratična zveza
- Svaz komunistů Slovinska